# Istočno bojište (Drugi svjetski rat)
Istočno bojište ili Veliki domovinski rat (u nazivlju bivših država SSSR-a izuzev Ukrajine i Uzbekistana) bilo je najveće bojište Drugog svjetskog rata otvoreno njemačkom invazijom na Sovjetski Savez.
Na istočnoj bojišnici ratovali su nacistička Njemačka i njezini saveznici te Sovjetski Savez i njegovi saveznici. Povod za rat je invazija Poljske. Mirovnim ugovorom Adolfa Hitlera, njemačkog kancelara i Josifa Staljina, generalnog sekretara Sovjetskog Saveza podijelili su Poljsku na dva dijela. Nakon nekog vremena Hitler je okupirao Kraljevinu Jugoslaviju, Čehoslovačku i druge zemlje istočne Europe. Poslije je Hitler napao Sovjetski Savez i time prekršio mirovni ugovor. Hitler je pokušao Blitzkriegom osvojiti Istočnu Europu. No planove mu je poremetio Sovjetski protunapad blizu Moskve i u Staljingradu. Nakon nekog vremena Crvena armija je dobivala borbu za borbu. Poslije je Crvena armija pomogla u Narodno-oslobodilačkom ratu u Jugoslaviji. Poslije je Crvena Armija ušla u Berlin i dobila rat.
Broj poginulih je nepoznat, no procjene sežu od konzervativnih 10 milijuna pa do čak 30 milijuna žrtava.

## Posljedice
Nakon rata počeo je hladni rat. Mnoge zemlje su pale pod komunistički režim. Mnoge zemlje su se odupirale komunističkom režimu, no Sovjetski Savez je pomoću vojske ugušila ustanak. Tek nakon pada komunizma u Europi (1990.) ljudi su mogli slobodno iskazivati svoje mišljenje.

## Vanjske poveznice
- Profesor Richard Overy piše sažetak rata